# Arquivo de cabeçalho
Em programação de computadores, um arquivo cabeçalho ou arquivos de cabeçalho (em inglês:  header file) é um arquivo que permite que os programadores separem certos elementos de um código fonte de um programa em arquivos reutilizáveis. Arquivos de cabeçalho normalmente contêm declarações de envio de classes, subrotinas, variáveis e outros identificadores.
Notadamente nas linguagens de programação C e C++ um arquivo contendo declarações de classes, tipos, variáveis, protótipos de funções e macros que podem ser compartilhados entre vários arquivos com código fonte.
Nas linguagens C e C++ geralmente se convenciona nomear estes arquivos com a extensão .h. Os arquivos cabeçalho são incluídos através da diretiva de pré-processamento #include seguido pelo nome do arquivo. Incluir um arquivo produz o mesmo resultado de copiar o conteúdo do arquivo incluído no arquivo onde é feita a inclusão. Um exemplo é o arquivo stdio.h que fornece a declaração para a função printf de entrada e saída da biblioteca padrão do C.